# A Dél-afrikai Köztársaság az 1994. évi téli olimpiai játékokon
A Dél-afrikai Köztársaság a norvégiai Lillehammerben megrendezett 1994. évi téli olimpiai játékok egyik részt vevő nemzete volt. Az országot az olimpián 2 sportágban 2 sportoló képviselte, akik érmet nem szereztek.

## Műkorcsolya
Az ország színeiben egy műkorcsolyázó indult, Dino Quattrocecere a férfiak mezőnyében a huszonnegyedik helyet szerezte meg.
| Versenyző          | Versenyszám  | Rövid program     | Rövid program | Rövid program | Kűr               | Kűr   | Kűr         | Összesítés         | Összesítés |
| Versenyző          | Versenyszám  | Több. hely. száma | Hely.         | Hely. pont.   | Több. hely. száma | Hely. | Hely. pont. | Helyezési pontszám | Helyezés   |
| ------------------ | ------------ | ----------------- | ------------- | ------------- | ----------------- | ----- | ----------- | ------------------ | ---------- |
| Dino Quattrocecere | Férfi egyéni | 7×23+             | 23.           | 11,5          | 9×24+             | 24.   | 24,0        | 35,5               | 24.        |

## Rövidpályás gyorskorcsolya
Női
| Versenyző   | Versenyszám | Előfutam | Előfutam | Negyeddöntő | Negyeddöntő | Elődöntő | Elődöntő | B döntő | B döntő | Döntő   | Döntő   | Helyezés |
| Versenyző   | Versenyszám | Idő      | Hely.    | Idő         | Hely.       | Idő      | Hely.    | Idő     | Hely.   | Idő     | Hely.   | Helyezés |
| ----------- | ----------- | -------- | -------- | ----------- | ----------- | -------- | -------- | ------- | ------- | ------- | ------- | -------- |
| Cindy Meyer | 500 m       | 1:17,18  | 4.       | kiesett     | kiesett     | kiesett  | kiesett  | kiesett | kiesett | kiesett | kiesett | 29.      |
| Cindy Meyer | 1000 m      | 1:47,85  | 3.       | kiesett     | kiesett     | kiesett  | kiesett  | kiesett | kiesett | kiesett | kiesett | 23.      |